# Big Audio Dynamite
Big Audio Dynamite oder B.A.D., später auch bekannt als Big Audio Dynamite II und Big Audio, ist eine britische Band, die 1984 von dem Gitarristen Mick Jones gegründet wurde, der vorher bei The Clash gespielt hatte. Ein weiteres Bandmitglied ist Don Letts.

## Werdegang
Big Audio Dynamite ist bekannt für ihre effektive Mischung von verschiedenen Musikstilen, die aus Punk-Rock, Dance Music, Hip-Hop, Reggae und Funk bestehen. Lediglich Mick Jones ist ein konstantes Mitglied der Band. Nach einigen erfolgreichen Alben und vielen Touren in den 1980er und 1990er Jahren, löste sich Big Audio Dynamite 1997 auf. Im Jahre 2011 kamen sie wieder zusammen und unternahmen gemeinsam eine Reunion-Tour.
Ihr größter Hit war der Song E=mc², der Platz 11 in Großbritannien erreichte.

## Mitglieder
Big Audio Dynamite (1984–1990, 2011–heute)
- Mick Jones – Gitarre und Gesang
- Don Letts – Soundeffekte und Gesang
- Dan Donovan – Keyboards
- Leo Williams – Bass
- Greg Roberts – Schlagzeug und Background-Gesang

Big Audio Dynamite II (1990–1993)
- Mick Jones – Gitarre und Gesang
- Nick Hawkins – Gitarre und Background-Gesang
- Gary Stonadge – Bass und Background-Gesang
- Chris Kavanagh – Schlagzeug und Background-Gesang

Big Audio (1994–1995)
- Mick Jones – Gitarre und Gesang
- Nick Hawkins – Gitarre und Background-Gesang
- Gary Stonadge – Bass und Background-Gesang
- Chris Kavanagh – Schlagzeug und Background-Gesang
- Andre Shapps – Keyboards
- Michael 'Zonka' Custance – DJ, Percussion und Background-Gesang

Big Audio Dynamite (1996–1998)
- Mick Jones – Gitarre und Gesang
- Nick Hawkins – Gitarre
- Andre Shapps – Keyboards
- Michael 'Zonka' Custance – Dj
- Darryl Fulstow – Bass
- Bob Wond – Schlagzeug
- Joe Attard – Mc-Gesang
- Ranking Roger – Gesang

## Diskografie

### Studioalben
| Jahr | Titel                      | Höchstplatzierung, Gesamtwochen, AuszeichnungChartplatzierungen (Jahr, Titel, Platzierungen, Wochen, Auszeichnungen, Anmerkungen) | Höchstplatzierung, Gesamtwochen, AuszeichnungChartplatzierungen (Jahr, Titel, Platzierungen, Wochen, Auszeichnungen, Anmerkungen) | Anmerkungen                          |
| Jahr | Titel                      | UK | US | Anmerkungen                          |
| ---- | -------------------------- | --- | --- | ------------------------------------ |
| 1985 | This Is Big Audio Dynamite | UK27 Gold · (27 Wo.)UK | US103 (35 Wo.)US | Erstveröffentlichung: November 1985  |
| 1986 | No. 10, Upping St.         | UK11 Silber · (8 Wo.)UK | US119 (23 Wo.)US | Erstveröffentlichung: Oktober 1986   |
| 1988 | Tighten Up Vol. 88         | UK33 (3 Wo.)UK | US102 (12 Wo.)US | Erstveröffentlichung: Juni 1988      |
| 1989 | Megatop Phoenix            | UK26 (3 Wo.)UK | US85 (13 Wo.)US | Erstveröffentlichung: September 1989 |
| 1990 | Kool-Aid                   | UK55 (1 Wo.)UK | — | Erstveröffentlichung: Oktober 1990   |
| 1991 | The Globe                  | UK63 (1 Wo.)UK | US76 Gold · (37 Wo.)US | Erstveröffentlichung: Juli 1991      |
| 1994 | Higher Power               | — | — | Erstveröffentlichung: November 1994  |
| 1995 | F-Punk                     | — | — | Erstveröffentlichung: 1995           |
| 1999 | Entering a New Ride        | — | — | Erstveröffentlichung: 1999           |

### Singles
| Jahr | Titel Album                                | Höchstplatzierung, Gesamtwochen, AuszeichnungChartplatzierungen (Jahr, Titel, Album, Platzierungen, Wochen, Auszeichnungen, Anmerkungen) | Höchstplatzierung, Gesamtwochen, AuszeichnungChartplatzierungen (Jahr, Titel, Album, Platzierungen, Wochen, Auszeichnungen, Anmerkungen) | Anmerkungen                         |
| Jahr | Titel Album                                | UK | US | Anmerkungen                         |
| ---- | ------------------------------------------ | --- | --- | ----------------------------------- |
| 1985 | The Bottom Line This Is Big Audio Dynamite | UK97 (1 Wo.)UK | — | Erstveröffentlichung: Oktober 1985  |
| 1986 | E=mc² This Is Big Audio Dynamite           | UK11 (9 Wo.)UK | — | Erstveröffentlichung: März 1986     |
| 1986 | Medicine Show This Is Big Audio Dynamite   | UK29 (7 Wo.)UK | — | Erstveröffentlichung: Juni 1986     |
| 1986 | C’mon Every Beatbox No. 10, Upping St.     | UK51 (4 Wo.)UK | — | Erstveröffentlichung: Oktober 1986  |
| 1987 | V. Thirteen No. 10, Upping St.             | UK49 (5 Wo.)UK | — | Erstveröffentlichung: 1987          |
| 1987 | Sightsee MC No. 10, Upping St.             | UK94 (2 Wo.)UK | — | Erstveröffentlichung: 1987          |
| 1988 | Just Play Music Tighten Up Vol. 88         | UK51 (3 Wo.)UK | — | Erstveröffentlichung: Mai 1988      |
| 1988 | Other 99 Tighten Up Vol. 88                | UK81 (2 Wo.)UK | — | Erstveröffentlichung: 1988          |
| 1989 | Contact Megatop Phoenix                    | UK86 (2 Wo.)UK | — | Erstveröffentlichung: Oktober 1989  |
| 1991 | Rush The Globe                             | — | US32 (17 Wo.)US | Erstveröffentlichung: Juni 1991     |
| 1991 | The Globe                                  | — | US72 (10 Wo.)US | Erstveröffentlichung: Dezember 1991 |
| 1994 | Looking for a Song Higher Power            | — | US68 (2 Wo.)US | Erstveröffentlichung: 1994          |